# KkStB 35 sorozatú szerkocsi
A kkStB 35 sorozatú szerkocsi egy szerkocsitípus volt az osztrák  cs. kir. Államvasutak (kkStB)-nél, melyek eredetileg a Kronprinz Rudolf-Bahn-tól (KRB) és a Lemberg-Czernowitz-Jassy Eisenbahn-tól (LCJE) származtak.
A KRB 1868-tól szerezte be ezeket a szerkocsikat mozdonyaihoz a Sigl-től  Bécsben, a Simmeringi Gépgyártól, a Bécsújhelyi Mozdonygyártól, a Krausstól Münchenből, a Maffeitől, a Floridsdorfi Mozdonygyártól és a Mödlingi Mozdonygyár-tól.
A KRB-nél a T R sorozatjelet kapták.
A kkStB 1882-től rendelt magának ebből a sorozatú szerkocsiból. Ezeket Bécsújhely és Floridsdorf gyártotta. Ezek száma azonban jóval alatta maradt a KRB-s szerkocsikénál.
1884-ben készített még a Bécsújhelyi Mozdonygyár a Lemberg-Czernowitz-Jassy-Eisenbahn-nak öt darabot ezekből a szerkocsikból, melyek később a IIIe sorozatjelet kapták.
Az államosítás után a magánvasutak valamennyi szerkocsija a kkStB-hez került, ahol a 35 sorozat jelet kapták. A LCVB eredetű mozdonyok a továbbiakban is az eredeti mozdonyaikkal üzemeltek, míg a többieket szabadon a táblázatban láthatókra alkalmazták.

## Fordítás
- Ez a szócikk részben vagy egészben  a   kkStB Tenderreihe 35 című német Wikipédia-szócikk fordításán alapul.  Az eredeti cikk szerkesztőit annak laptörténete sorolja fel. Ez a jelzés csupán a megfogalmazás eredetét és a szerzői jogokat jelzi, nem szolgál a cikkben szereplő információk forrásmegjelöléseként. Az eredeti szócikk forrásai szintén ott találhatóak.